# マクルアー海峡

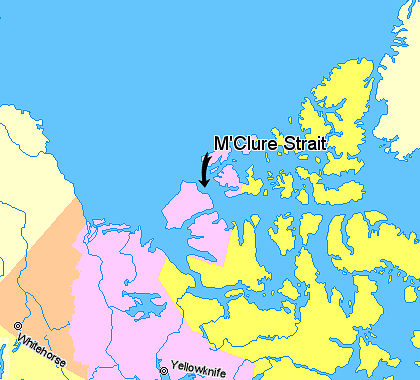
マクルアー海峡の位置

マクルアー海峡（英語：M'Clure StraitまたはMcClure Strait）はカナダ・ノースウエスト準州プリンスパトリック島、エグリントン島と、バンクス島を隔てている海峡である。パリー海峡の一部とされ、北西航路の北西端となっている。
西はボーフォート海、東はバイカウントメルビル海峡に続く。海峡名はアイルランド人の北極探検家ロバート・マクルアーからつけられた。
マクルアー海峡はこれまで氷に閉ざされていたが、2007年8月と2008年8月には氷が溶け海峡が開いた。欧州宇宙機関がこれにより北極海北西航路が完全に開けたと報告し、歴史的に閉鎖されていたヨーロッパとアジアの間の北極海経由の航路が航行可能になった。現在、アメリカ合衆国とカナダの間で海峡の領有をめぐって対立がある。